# Ciclosporin
Ciclosporin, cũng có thể đánh vần là cyclosporin hoặc cyclosporin, là một loại thuốc ức chế miễn dịch và một hợp chất thiên nhiên. Chúng được đưa vào cơ thể qua đường uống hoặc tiêm vào tĩnh mạch cho các bệnh như viêm khớp dạng thấp, bệnh vẩy nến, bệnh Crohn, hội chứng thận hư, và trong cấy ghép nội tạng để ngăn chặn thải loại mảnh ghép. Chúng cũng có thể được sử dụng dưới dạng thuốc nhỏ mắt cho sẹo lồi viêm giác kết mạc (khô mắt).
Các tác dụng phụ thường gặp bao gồm huyết áp cao, nhức đầu, các vấn đề về thận, tăng mọc tóc và nôn mửa. Các tác dụng phụ nghiêm trọng khác bao gồm tăng nguy cơ nhiễm trùng, các vấn đề về gan và tăng nguy cơ ung thư hạch. Nên kiểm tra nồng độ thuốc trong máu để giảm nguy cơ tác dụng phụ. Sử dụng trong khi mang thai có thể dẫn đến sinh non; Tuy nhiên, ciclosporin dường như không gây dị tật bẩm sinh.
Ciclosporin được cho là hoạt động bằng cách làm giảm chức năng của các tế bào lympho. Chúng có thể làm được điều này bằng cách hình thành một phức hợp với cyclophilin để ngăn chặn hoạt tính phosphatase của calcineurin, do đó làm giảm sự sản sinh các cytokine gây viêm bởi tế bào lympho T.
Ciclosporin được phân lập vào năm 1971 từ chủng nấm Tolypocladium inflatum và được đưa vào sử dụng vào năm 1983. Nó nằm trong danh sách các thuốc thiết yếu của Tổ chức Y tế Thế giới, tức là nhóm các loại thuốc hiệu quả và an toàn nhất cần thiết trong một hệ thống y tế. Chi phí bán buôn ở các nước đang phát triển là khoảng US $ 106,50 một tháng. Tại Vương quốc Anh, chi phí bán tại NHS là khoảng £ 16,25 mỗi tháng. Giá bán buôn ở Hoa Kỳ vào khoảng 172,95 USD mỗi tháng.